# Rue Jean-Marc-Cathala
La rue Jean-Marc-Cathala est une voie marseillaise située dans le 2e arrondissement de Marseille.

## Situation et accès
Elle va du boulevard des Dames à la rue des Phocéens.
Cette rue en courbe transversale démarre boulevard des Dames et entame une légère descente jusqu'à la rue Jean-Trinquet, où elle fait office de place jusqu’à la rue de la République. Elle se termine devant le mur de soutènement de la rue des Phocéens au pied du Panier, accessible par un petit escalier au-dessus de l’entrée du parking souterrain des Phocéens inauguré en 1987, après avoir croisé le passage des Folies-Bergères.
Elle dessert les rues du Terras, Jean-Trinquet, de la République et le passage des Folies-Bergères.
la voie est accessible par :
- Autobus de Marseille :
- Métro de Marseille
- Tramway de Marseille

## Origine du nom
La voie honore Jean-Marc Cathala (1911-1944), célibataire domicilié 21 rue du Panier, tué lors des combats pour la Libération de Marseille « rue Sainte-Claire » le 19 août 1944.

## Historique
Cette rue prend le nom de « rue Sainte-Claire », en 1361, au moment de la construction du deuxième couvent des Clarisses (Sainte-Claire-la-Neuve pour le différencier du précédent détruit, dont le faubourg est appelé Sainte Claire la Ville). Au XVIIe siècle, le mot Neuve disparaît.
Sous la Révolution elle porte le nom de « rue des Précieuses »  ainsi que « rue de l'Escarlate ».
Pendant la Terreur de 1794, le couvent sert de prison, comme d'ailleurs la plupart des maisons religieuses. Le local est restitué à cette congrégation, par les délibérations des 6 février et 22 juillet 1816 mais non occupé par ces religieuses, il sert au Ministère de la Guerre qui y entrepose du matériel militaire, et ouvre une boulangerie ; le bâtiment est détruit lors du percement de la rue Impériale en 1862.
La rue est classée dans la voirie de Marseille le 28 avril 1855.
Par délibération du conseil municipal en date du 27 juillet 1946, la voie prend le nom de « rue Jean-Marc-Cathala ».